# La Región (Ourense)
La Región és un diari gallec en llengua castellana fundat el 1910 i publicat a la ciutat d'Ourense. A mitjans dels anys 70, representava el 60% de les vendes de premsa a la Província d'Ourense, baixant fins al 40% a mitjans de la dècada del 1990. Durant les dècades dels anys 80 i 90, tenia una tirada estable per damunt dels 10.000 exemplars diaris.
Va sortir al carrer per primer cop el 15 de febrer de 1910. El seu primer director va ser el militar Manuel Cambón. El 1913 el va començar a dirigir Marcial Ginzo Soto. José Fernández Gallego va ser el director de 1930 a 1932. Des d'aquest any i fins a 1968 va estar dirigit per Ricardo Outeiriño, i després pel seu germà Alejandro Outeiriño Rodríguez fins a la dècada de 1990. Actualment està dirigit per Alfonso Sánchez Izquierdo, mentre que el seu editor és José Luis Outeiriño Rodríguez.
Té seccions dedicades a les notícies locals de les comarques d'Allariz, A Baixa Limia, O Carballiño, Celanova, A Limia, Monterrei, Ourense, O Ribeiro i Valdeorras, entre d'altres. Es completa amb seccions centrades en la resta de Galícia, Espanya i l'estranger, esports, economia, cultura i societat. A més, té delegacions en altres localitats com Verín, Ribadavia, Santiago de Compostel·la o Madrid. Segons el dia de la setmana inclou suplements centrats en diferents temes, com esports, motor, educació, passatemps, agricultura o societat.